# Saint-Pierre-le-Chastel
Saint-Pierre-le-Chastel ist eine französische Gemeinde mit 453 Einwohnern (Stand: 1. Januar 2022) im Département Puy-de-Dôme in der Region Auvergne-Rhône-Alpes. Sie gehört zum Arrondissement Riom und zum Kanton Saint-Ours (bis 2015: Kanton Pontgibaud). Die Einwohner werden Castelpétrussiens genannt.

## Geographie
Saint-Pierre-le-Chastel liegt etwa 18 Kilometer westnordwestlich von Clermont-Ferrand. Umgeben wird Saint-Pierre-le-Chastel von den Nachbargemeinden Bromont-Lamothe im Norden und Nordwesten, Pontgibaud im Norden, Saint-Ours im Nordosten, Mazaye im Süden und Osten sowie Gelles im Westen und Südwesten.

## Bevölkerungsentwicklung
| Jahr                       | 1962 | 1968 | 1975 | 1982 | 1990 | 1999 | 2008 | 2013 |
| Einwohner                  | 417  | 354  | 339  | 310  | 326  | 320  | 359  | 403  |
| Quellen: Cassini und INSEE |      |      |      |      |      |      |      |      |

## Sehenswürdigkeiten
- Kirche Saint-Pierre-aux-Liens aus dem 11. Jahrhundert
- Burg Bonnebaud aus dem 13. Jahrhundert mit Umbauten aus dem 19. Jahrhundert, Monument historique seit 2003

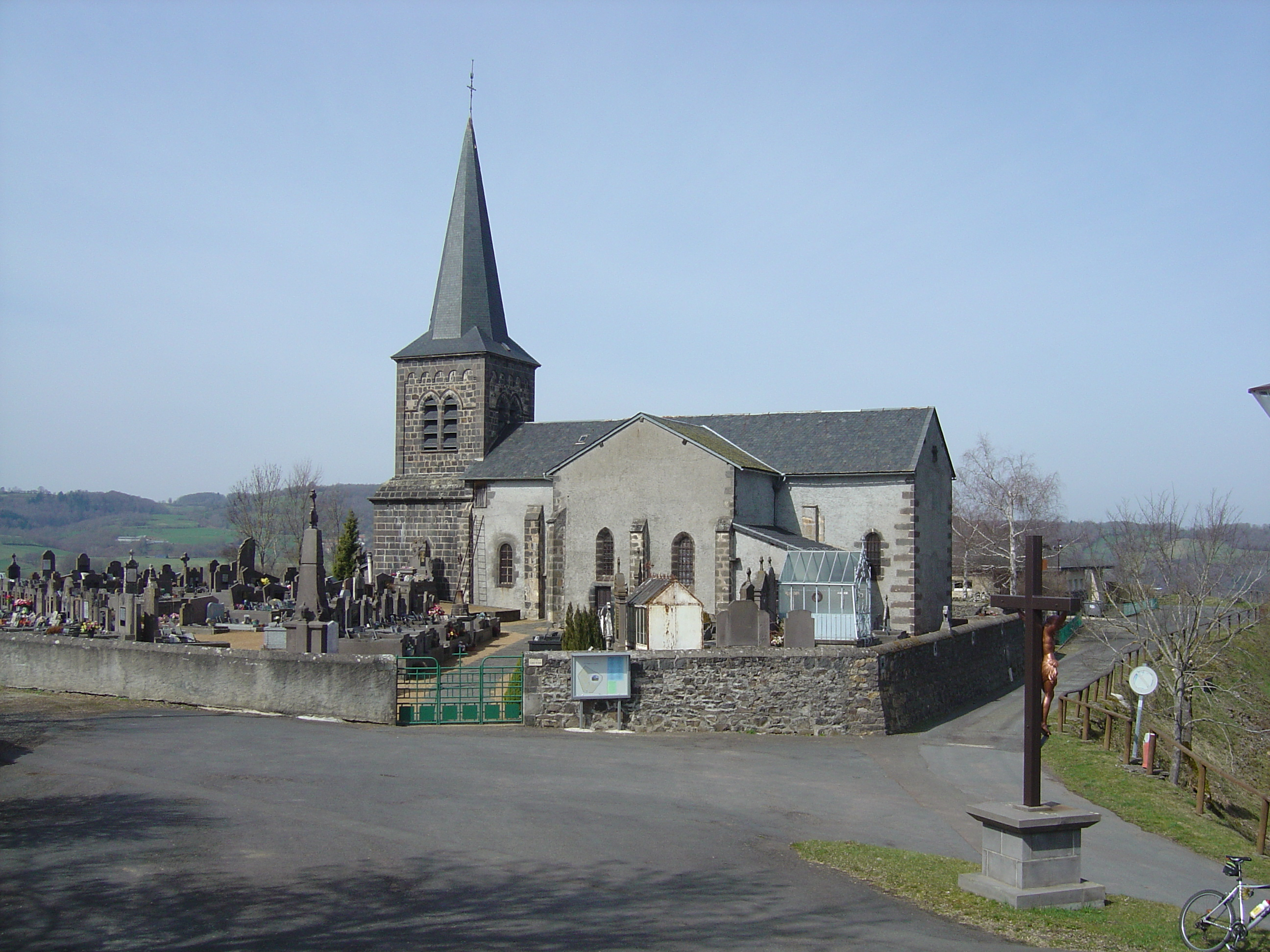
Kirche Saint-Pierre-aux-Liens
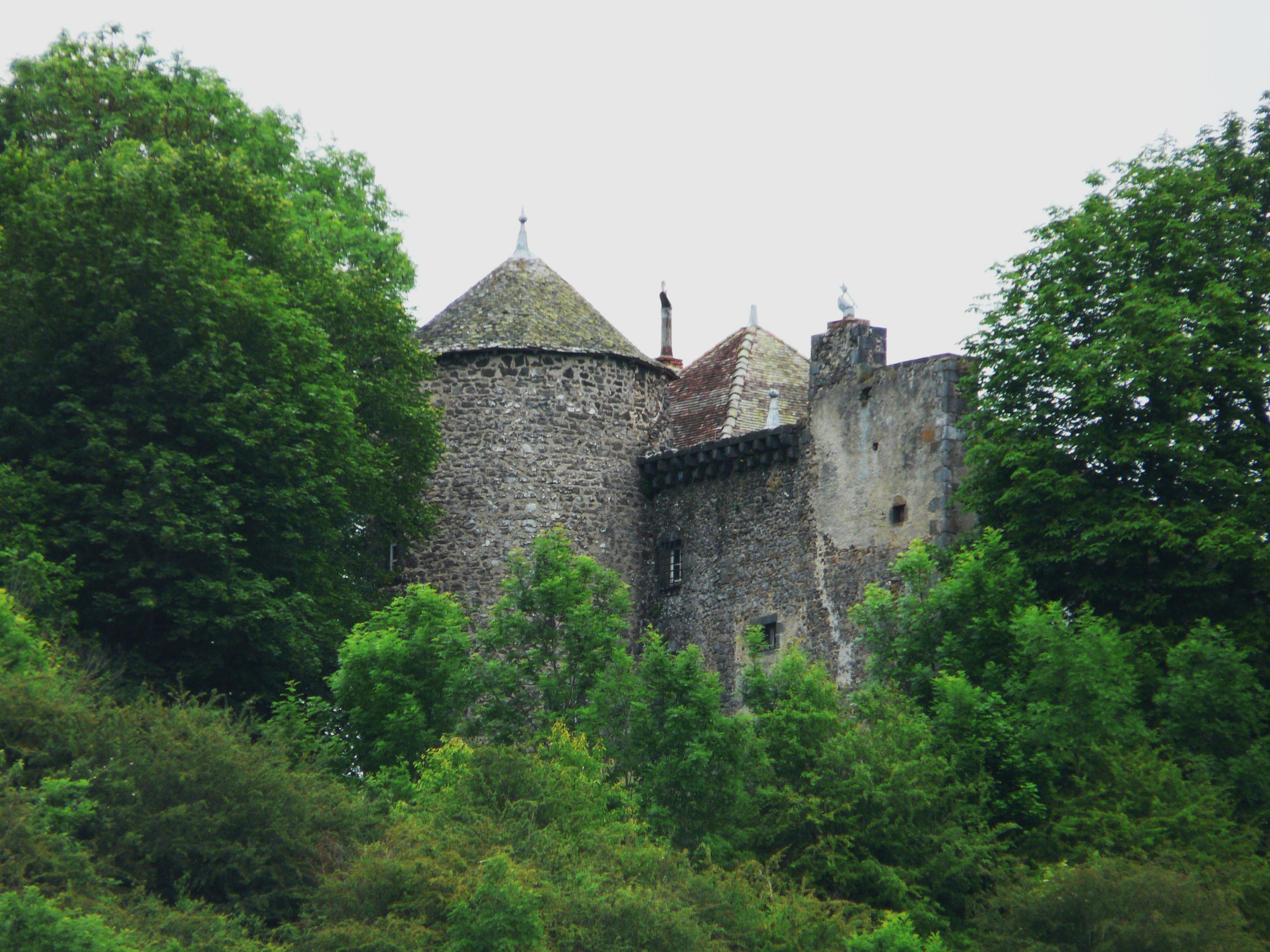
Burg Bonnebaud